# Operació catifa màgica
Aquest article tracta sobre l'operació de repatriació de militars nord-americans després de la fi de la Segona Guerra Mundial. Per a l'operació de rescat de jueus iemenites vegeu Operació Catifa Màgica (Iemen)

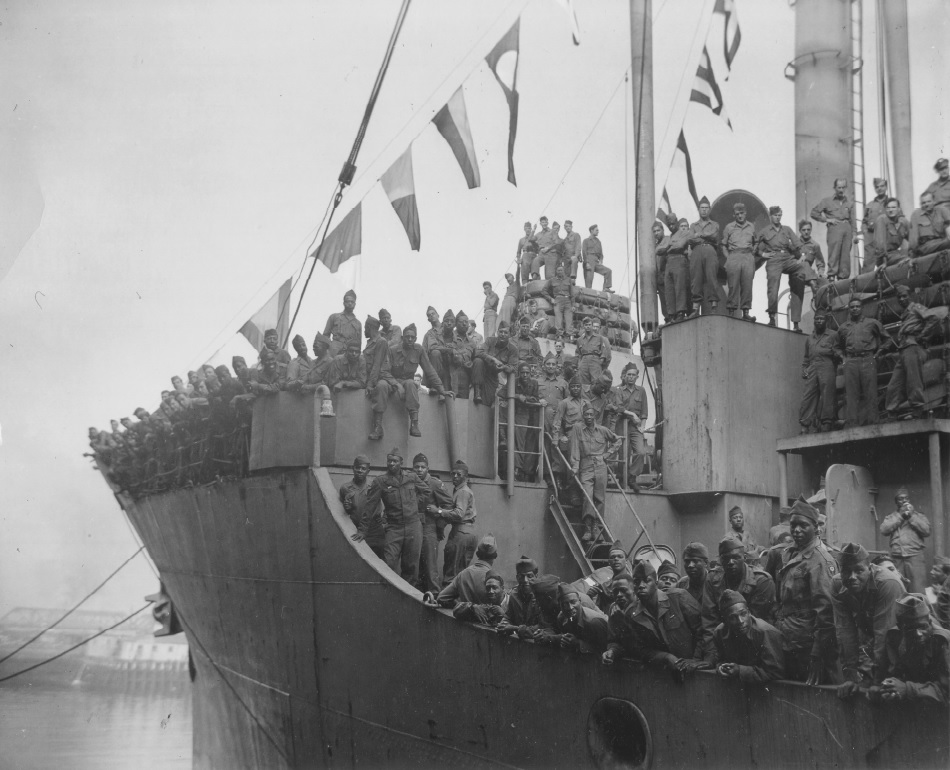
El mercant "Aiken Victory" arribant a Boston amb 1.958 soldats el 26 de juliol de 1945

L'Operació catifa màgica (Operation magic carpet en anglès) va ser una operació sota la supervisió de l'Administració del transport marítim de guerra (War Shipping Administration o WSA) després de la finalització de la Segona guerra mundial per repatriar el personal militar nord-americà dels teatres d'operacions europeu, pacífic i asiàtic. Centenars de mercants de la classe Liberty i Victory, així com diversos bucs de la US Navy van començar a repatriar soldats des d'Europa al juny de 1945. En el Pacífic les labors de trasllat van començar més tard, a l'octubre de 1945.
La fase europea de l'Operació catifa màgica va concloure al febrer de 1946, mentre que la del Pacífic va continuar fins a setembre de 1946.

## Planificació
A mitjans de 1943 l'Exèrcit dels Estats Units va arribar a la conclusió que la principal prioritat una vegada guanyada la guerra seria portar de tornada a les tropes. El nombre de militars nord-americans en ultramar al final de la contesa excedia els 8 milions d'efectius, repartits per tots els teatres d'operacions. El Cap d'Estat Major de l'Exèrcit dels Estats Units, el general George Marshall, va establir comitès per encarar el problema logístic de l'operació i finalment l'organització de l'operació de transport se li va encomanar a l'Administració del transport marítim de guerra.

## Europa
La guerra en el Pacífic distava molt d'estar resolta després de la rendició d'Alemanya el 7 de maig de 1945. De fet la batalla de Iwo Jima i la de Okinawa (encara en curs mentre se signava la capitulació general alemanya en Reims) van demostrar el dura i costosa que anava a ser la victòria sobre Japó i en aquesta campanya l'Armada dels Estats Units hauria de tenir un paper crucial. Per aquest motiu la hi va excloure inicialment de l'operació de repatriació europea i tot l'esforç va quedar únicament sota la responsabilitat del US Army i de la marina mercant. A tal fi es va ordenar la immediata conversió en transport de tropes de 300 mercants Liberty i Victory.
El primer viatge transoceànic de repatriació va salpar d'Europa a la fi de juny de 1945 i al novembre d'aquest mateix any es va aconseguir la major xifra de retornats. Mentre que la mitjana d'efectius transportats a Europa des dels Estats Units durant la guerra va ser de 148.000 soldats al mes, els creuers de repatriació van traslladar més de 435.000 soldats al mes durant els 14 mesos que va estar en marxa l'operació.
A mitjan octubre de 1945 la US Navy va donar a l'operació el novíssim portaavions USS Lake Champlain (CV-39), equipat amb 3.300 lliteres, i al novembre se li va unir el cuirassat USS Washington (BB-56). A hores d'ara l'esforç logístic de l'operació requeria l'ús de més de 400 bucs, alguns amb capacitat per transportar només 300 soldats i uns altres, com els grans transatlàntics, capaços d'albergar més de 15.000 Així mateix es van habilitar 29 bucs per repatriar el gairebé mig milió de dones que s'havien casat amb soldats nord-americans durant la guerra i 48 vaixells hospital en els quals van embarcar centenars de milers de ferits.
La travessia atlàntica no era unidireccional. Des dels Estats Units van tornar a Europa en aquests mateixos vaixells mig milió de ex-presoners de guerra alemanys i italians

## Àsia i el Pacífic

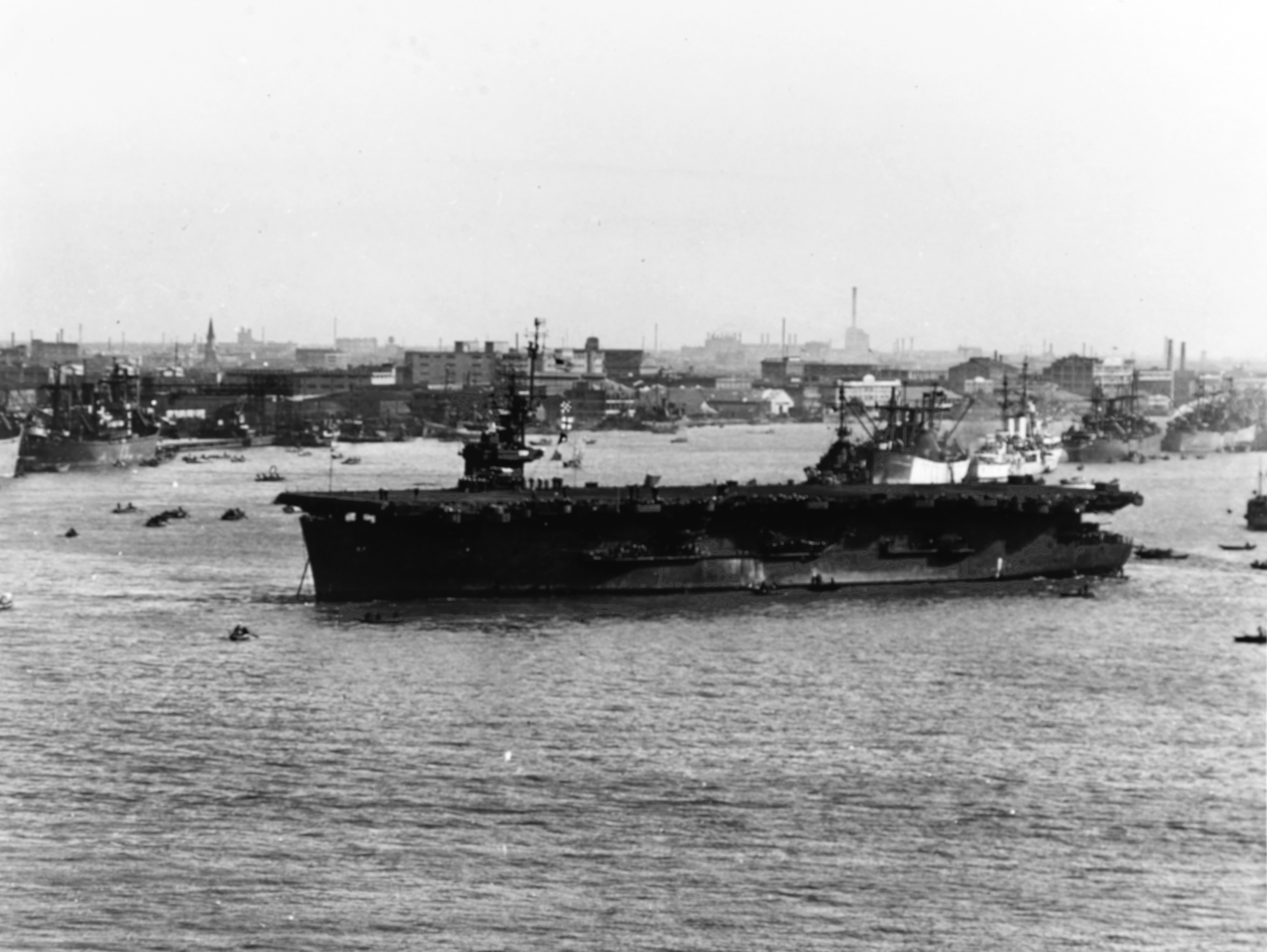
L'USS Anzio (CVE-57) a Xangai, Xina, l'1 de desembre de 1945, durant l'Operació catifa màgica.

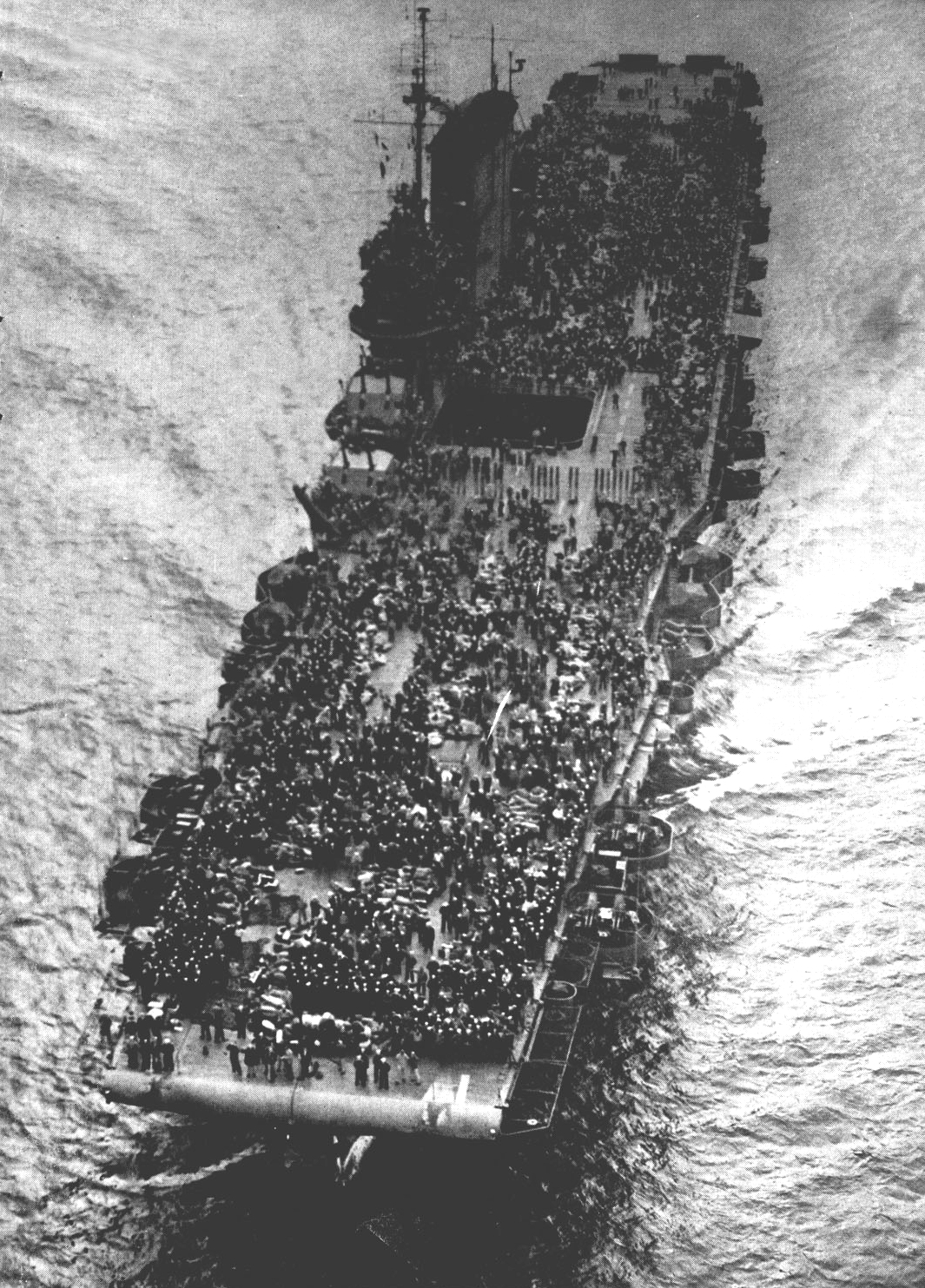
USS Saratoga (CV-3) durant l'Operació catifa màgica.

Després de la rendició del Japó, l'armada va començar a repatriar als seus mariners i als soldats membres del cos de marines. El vice-almirall Forrest Sherman va partir de la Badia de Tòquio a principis de setembre de 1945 amb els cuirassats USS New Mexico (BB-40), USS Idaho (BB-42), USS Mississippi (BB-41) i USS North Carolina (BB-55), juntament amb dos portaavions i un esquadró de destructors totalment plens amb soldats de retorn a casa.
L'armada havia reconvertit ràpidament molts dels seus vaixells de guerra en transports provisionals, incloent diversos portaavions en els quals es van instal·lar lliteres en els hangars per proporcionar allotjament a un parell de milers de soldats amb unes condicions de comoditat molt limitada. En total la flota va reunir 369 vaixells entre els quals es trobaven 6 cuirassats, 18 creuers, 57 portaavions i 12 vaixells hospital.
A l'octubre de 1945 l'operació catifa màgica funcionava a plena capacitat a tot el món amb l'esforç conjunt de l'exèrcit, l'armada i l'Administració del transport marítim de guerra. En el Pacífic es va aconseguir la xifra més alta de repatriats al desembre d'aquest any, amb gairebé 700.000 retornats.
Finalment, a l'abril de 1946, van tornar 200.000 soldats del sud-est asiàtic (procedents de la Xina, Birmània i Índia) i al setembre arrivó l'últim transport del teatre del Pacífic.

## Pont aeri
El Comandament de transport aeri (Air transport command, ATC) de la USAF i el Servei naval de transport aeri (Naval air transport service, NATS) de la US Navy van participar activament i van acumular milions d'hores de vol durant l'operació, encara que a causa de la reduïda capacitat dels seus aparells el nombre total de repatriats és minúscul, sobretot si es compara amb les xifres aconseguides amb el transport marítim.